# Kvanløse Sogn
Kvanløse Sogn er et sogn i Holbæk Provsti (Roskilde Stift).
I 1800-tallet var Kvanløse Sogn anneks til Nørre Jernløse Sogn. Begge sogne hørte til Merløse Herred i Holbæk Amt. Nørre Jernløse-Kvanløse sognekommune blev senere delt, så hvert sogn blev en selvstændig sognekommune. Ved kommunalreformen i 1970 blev  både Nørre Jernløse og Kvanløse indlemmet i Jernløse Kommune, der ved strukturreformen i 2007 indgik i Holbæk Kommune.
I Kvanløse Sogn ligger Kvanløse Kirke.
I sognet findes følgende autoriserede stednavne:
- Brorfelde (bebyggelse, ejerlav)
- Holløse (bebyggelse, ejerlav)
- Igelsø (bebyggelse, ejerlav)
- Igelsø Græsmark (bebyggelse)
- Kvanløse (bebyggelse, ejerlav)
- Kvanløse Havremark (bebyggelse)
- Mørkemose Bjerg (areal)